# Amunicja pośrednia

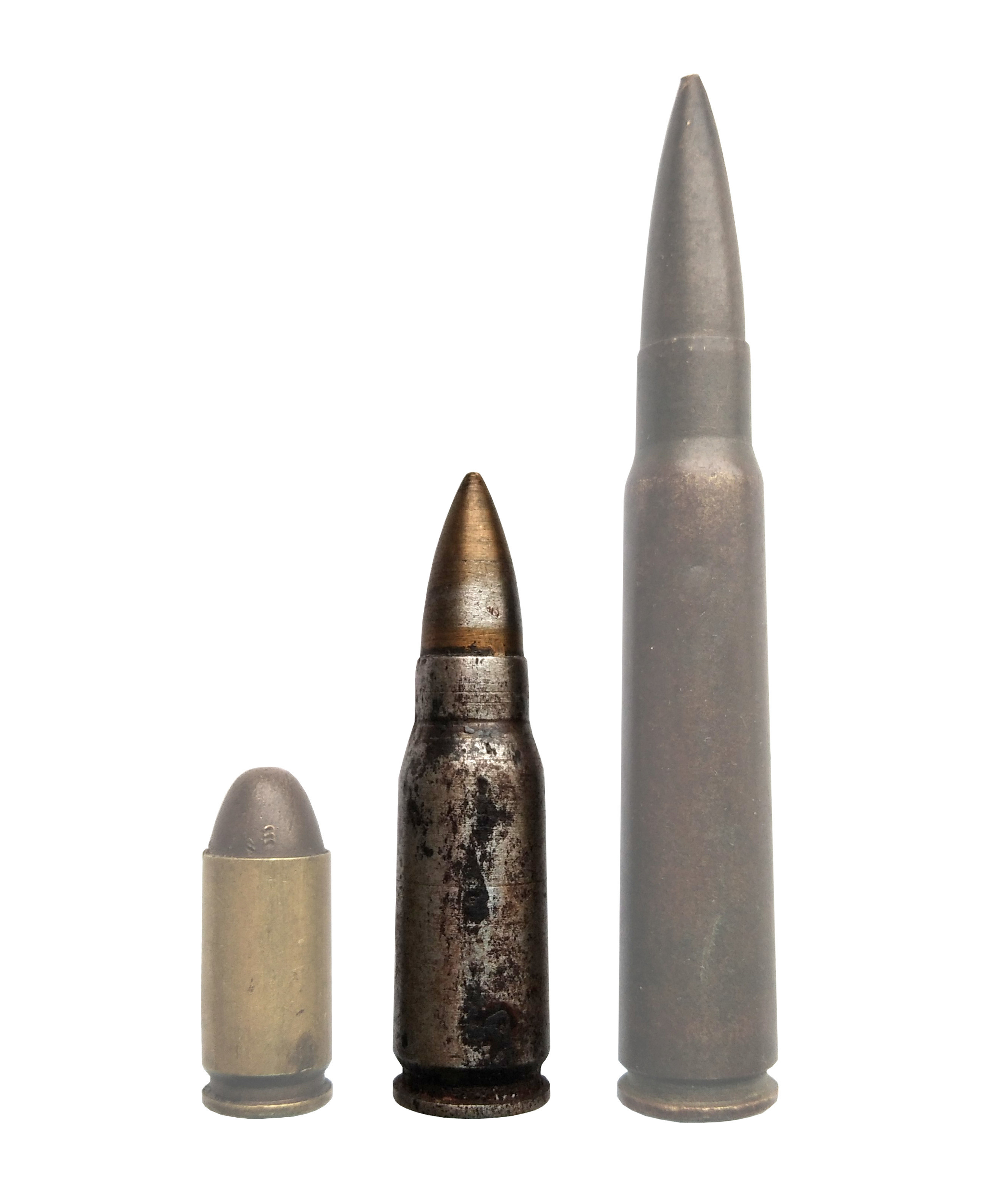
Od lewej:
9 × 19 mm (nabój pistoletowy)
7,92 × 33 mm (nabój pośredni)
7,92 × 57 mm (nabój karabinowy)

Amunicja pośrednia – rodzaj amunicji zespolonej, zapewniającej uzyskanie energii początkowej pocisku w przedziale ok. 1300 – 2300 J, co plasuje jej osiągi powyżej amunicji pistoletowej, ale poniżej amunicji karabinowej, stanowiąc rozwiązanie pośrednie (stąd nazwa). Amunicja pośrednia wykorzystywana jest głównie do zasilania: subkarabinków i karabinków automatycznych, oraz karabinków maszynowych.

## Historia
Za dalekiego przodka amunicji pośredniej można niejako uznać stosowanie w XIX wieku amunicji rewolerowej w broni długolufowej – karabinach i karabinkach, które to rozwiązanie zapewniało osiągi pośrednie pomiędzy pociskiem wystrzelonym z rewolweru, a karabinem zasilanym normalną amunicją karabinową.
Poszczególne armie prowadziły badania nad amunicją pośrednią jeszcze na długo przed wybuchem II wojny światowej, jednak konserwatyzm wojskowych nie sprzyjał pracom w tym kierunku. Badania zostały zintensyfikowane dopiero w trakcie trwania tego konfliktu, kiedy to w wyniku wojennych doświadczeń zauważono, że większość walk pomiędzy piechotą toczyła się na dystansach nie przekraczających 400 m. Wyciągnięto z tego faktu prosty wniosek, iż dotychczas użytkowane karabiny powtarzalne zasilane silną amunicją karabinową (teoretycznie mogące razić przeciwnika nawet powyżej 1000 m), zapewniają osiągi przekraczające praktyczne zapotrzebowanie. Zastosowanie w to miejsce słabszej i lżejszej amunicji pozwoliłoby na oszczędności finansowe i materiałowe, a także umożliwiłoby żołnierzom przenoszenie jej większego zapasu. Co istotne, broń zasilana taką amunicją mogłaby być mniejsza, lżejsza a dzięki zmniejszeniu odrzutu również – automatyczna. Bronią pozornie spełniającą te warunki wydawać by się mogły pistolety maszynowe, wykorzystywane jako uzupełnienie karabinów już od końca I wojny światowej. Mimo iż ta automatyczna broń świetnie sprawdzała się w walce na krótkich dystansach, to na odległościach przekraczających 100–200 m stawała się już zupełnie bezużyteczna, ponieważ słaba amunicja pistoletowa nie zapewniała dostatecznego zasięgu i celności.
W związku z tym zrodziła się potrzeba zaprojektowania amunicji, będącej rozwiązaniem pośrednim pomiędzy nabojem karabinowym a pistoletowym, oraz mogącej strzelać nią broni. Najbardziej zaawansowane prace w tym kierunku toczyły się równolegle w Stanach Zjednoczonych oraz III Rzeszy, efektem czego było wprowadzenie naboju .30 Carbine i zasilanego nim karabinka samopowtarzalnego M1 w armii amerykańskiej (1941 r.), oraz naboju 7,92 × 33 mm Kurz i zasilanego nim karabinka automatycznego MKb 42 w armii niemieckiej (1942 r.) Niedługo potem dołączył do nich ZSRR z nabojem 7,62 × 39 mm wz. 43 oraz zasilanym nim karabinkiem samopowtarzalnym SKS (1944 r.)

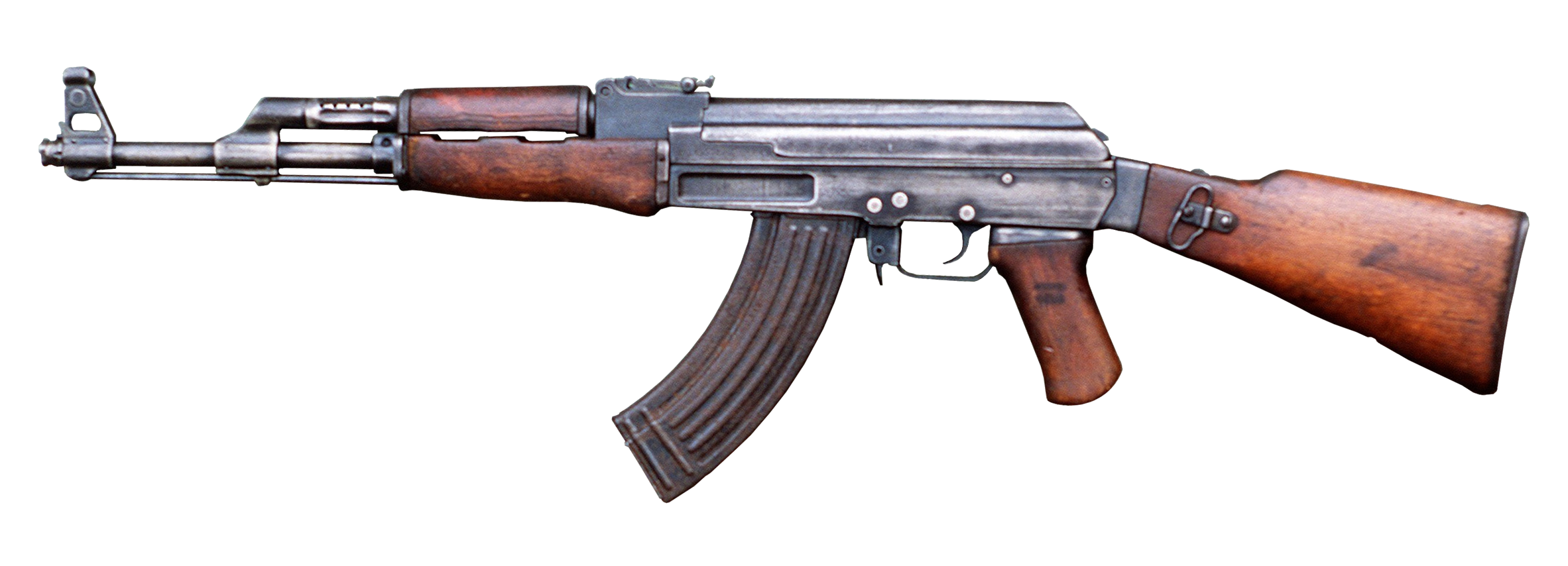
Karabinek automatyczny AK, zasilany amunicją pośrednią

Rola amunicji pośredniej zaczęła gwałtownie rosnąć po II wojnie światowej, głównie za sprawą karabinków automatycznych z rodziny AK w bloku wschodnim zasilanych amunicją 7,62 × 39 mm (która stała się podstawową amunicją pośrednią Układu Warszawskiego), oraz powstałych w odpowiedzi amerykańskich karabinków automatycznych M16 na amunicję 5,56 × 45 mm (którą z czasem standaryzowano na podstawową amunicję pośrednią NATO).
Współcześnie karabinki automatyczne zasilane amunicją pośrednią stanowią podstawową broń strzelecką większości armii świata, marginalizując w tej roli amunicję karabinową. Do najpopularniejszych typów amunicji pośredniej należą: 7,62 × 39 mm i 5,45 × 39 mm (Rosja), 5,56 × 45 mm (NATO) oraz 5,8 × 42 mm (Chiny).